# Courdemanges
Courdemanges és un municipi francès, situat al departament del Marne i a la regió del Gran Est. L'any 2007 tenia 422 habitants.

## Demografia

### Població
El 2007 la població de fet de Courdemanges era de 422 persones. Hi havia 165 famílies, de les quals 32 eren unipersonals (16 homes vivint sols i 16 dones vivint soles), 77 parelles sense fills, 48 parelles amb fills i 8 famílies monoparentals amb fills.
La població ha evolucionat segons el següent gràfic:
Habitants censats

### Habitatges
El 2007 hi havia 199 habitatges, 176 eren l'habitatge principal de la família, 8 eren segones residències i 14 estaven desocupats. 192 eren cases i 6 eren apartaments. Dels 176 habitatges principals, 152 estaven ocupats pels seus propietaris, 20 estaven llogats i ocupats pels llogaters i 4 estaven cedits a títol gratuït; 7 tenien dues cambres, 19 en tenien tres, 52 en tenien quatre i 98 en tenien cinc o més. 170 habitatges disposaven pel capbaix d'una plaça de pàrquing. A 75 habitatges hi havia un automòbil i a 96 n'hi havia dos o més.

### Piràmide de població
La piràmide de població per edats i sexe el 2009 era:
| Homes | Edats   | Dones |
| ----- | ------- | ----- |
| 0     | 95 o +  | 0     |
| 0     | 90 a 94 | 0     |
| 0     | 85 a 89 | 4     |
| 0     | 80 a 84 | 0     |
| 8     | 75 a 79 | 4     |
| 8     | 70 a 74 | 8     |
| 4     | 65 a 69 | 8     |
| 16    | 60 a 64 | 8     |
| 8     | 55 a 59 | 4     |
| 32    | 50 a 54 | 20    |
| 32    | 45 a 49 | 32    |
| 24    | 40 a 44 | 12    |
| 28    | 35 a 39 | 24    |
| 12    | 30 a 34 | 12    |
| 4     | 25 a 29 | 16    |
| 24    | 20 a 24 | 12    |
| 8     | 15 a 19 | 24    |
| 20    | 10 a 14 | 12    |
| 16    | 5 a 9   | 0     |
| 8     | 0 a 4   | 0     |

## Economia
El 2007 la població en edat de treballar era de 287 persones, 204 eren actives i 83 eren inactives. De les 204 persones actives 188 estaven ocupades (110 homes i 78 dones) i 16 estaven aturades (5 homes i 11 dones). De les 83 persones inactives 41 estaven jubilades, 13 estaven estudiant i 29 estaven classificades com a «altres inactius».

### Ingressos
El 2009 a Courdemanges hi havia 178 unitats fiscals que integraven 427 persones, la mediana anual d'ingressos fiscals per persona era de 19.488 €.

### Activitats econòmiques
Dels 16 establiments que hi havia el 2007, 2 eren d'empreses alimentàries, 1 d'una empresa de fabricació d'altres productes industrials, 2 d'empreses de construcció, 1 d'una empresa de comerç i reparació d'automòbils, 1 d'una empresa de transport, 1 d'una empresa d'hostatgeria i restauració, 1 d'una empresa immobiliària, 2 d'empreses de serveis, 3 d'entitats de l'administració pública i 2 d'empreses classificades com a «altres activitats de serveis».
Dels 4 establiments de servei als particulars que hi havia el 2009, 1 era un paleta, 1 guixaire pintor, 1 perruqueria i 1 saló de bellesa.
L'únic establiment comercial que hi havia el 2009 era una fleca.
L'any 2000 a Courdemanges hi havia 14 explotacions agrícoles que ocupaven un total de 1.512 hectàrees.

## Equipaments sanitaris i escolars
El 2009 hi havia una escola elemental integrada dins d'un grup escolar amb les comunes properes formant una escola dispersa.

## Poblacions més properes
El següent diagrama mostra les poblacions més properes.